# Ingólfsfjall
El Ingólfsfjall (lit. montaña de Ingólfur) es una de las mayores formaciones rocosas en el sudoeste de Islandia. Mide 550 metros, lo que le permite tener una vista de 360 grados. Se encuentra en las cercanías de Selfoss en la región de Suðurland.

## Geografía
Está conectado con los sistemas montañosos de Grímsnes- og Grafningshreppur. A su vez, los ríos Hvitá y Sog se unen en sus cercanías para formar el Ölfusá.

## Historia
Durante la Edad de Hielo marcó el litoral de la región, pues el nivel del mar estaba mucho más alto y sus aguas llegaban hasta allá.

## Epónimo
Lleva su nombre en honor a Ingólfur Arnarson, el primer colono nórdico de la isla, quien pasó el tercer invierno cerca de Ingólfsfjall. Se piensa que está enterrado en los alrededores.
Se accede llegando a la ciudad de Selfoss.

## Galería

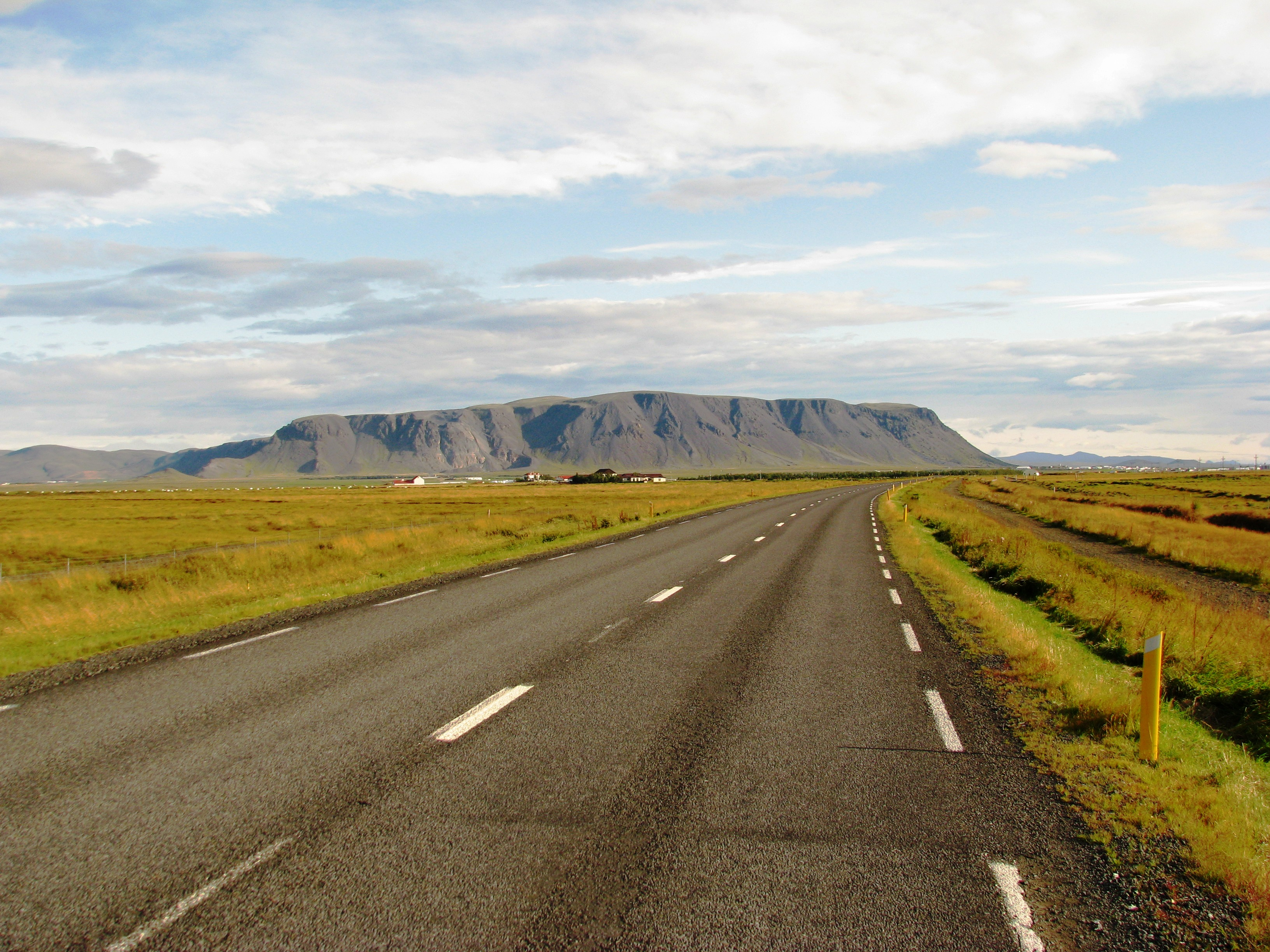
El Ingólfsfjall
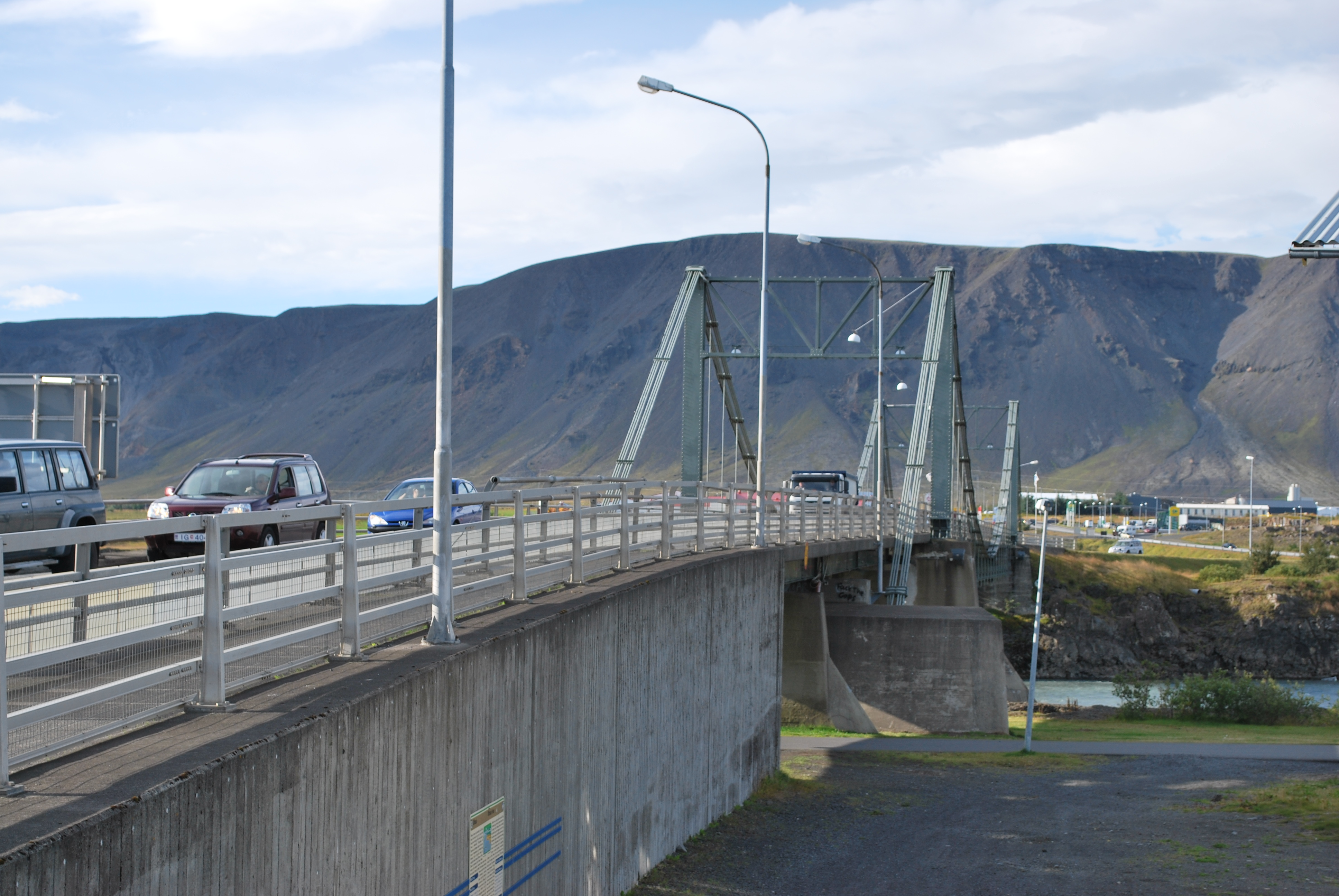
Vista desde el puente sobre el Ölfusá
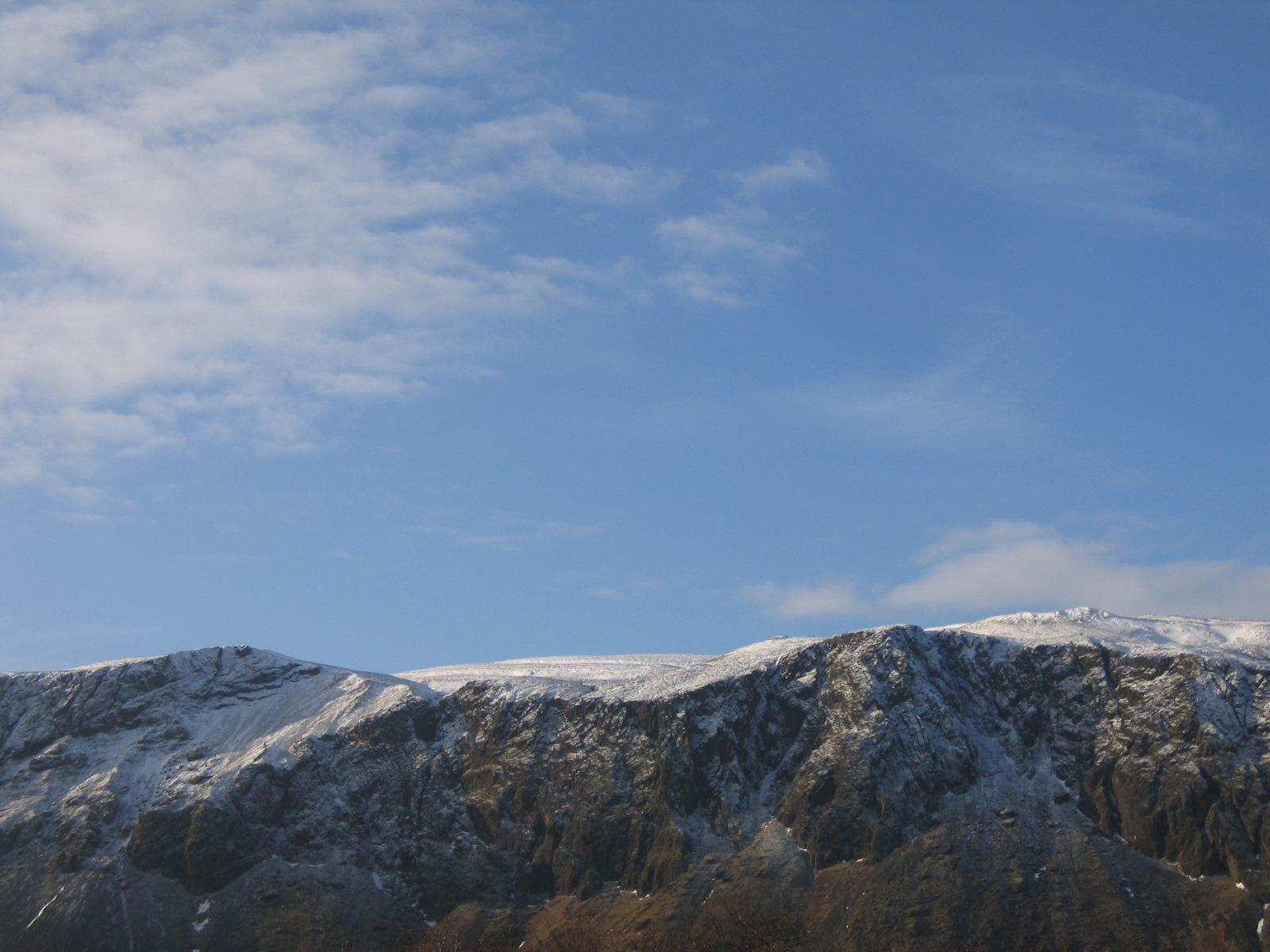